# Загальноосвітня школа № 7 (Тернівка, Тернівська міська рада)
Тернівська загальноосвітня школа I—III ступенів № 7 — українськомовний навчальний заклад I-III ступенів акредитації у місті Тернівка Дніпропетровської області.

## Загальні дані
Тернівська загальноосвітня школа I—III ступенів № 7 розташована за адресою: вул. Перемоги, 17-а, місто Тернівка (Дніпропетровська область)—51500, Україна.
Директор закладу — Афанасьєва Світлана Олександрівна. Категорія: вища; вчитель інформатики Вчитель математики..
Мова викладання — українська.
Профільна направленість: Філологічний (16 уч.), біолого-економічний (18 уч.), історичний (28 уч.), міжшкільні спецкурси (57 уч. Гуртки - 18, 18 год., 192 уч.. 
Школа розрахована на 1176 учнівських місць. В освітньому закладі - 38 навчальних кабінетів. 
НАВЧАЛЬНО-МЕТОДИЧНА ТА ОЗДОРОВЧА БАЗА ШКОЛИ:
- Методичний кабінет -1

- Кабінет для нарад - 1

- Навчальних кабінетів - 28

- Комп'ютерних кабінетів - 2

- Кабінет інформаційних технологій - 1

- Спортивних залів - 2

- Майстерень -2

- Актова зала - 1

- Бібліотека - 1

- Їдальня - 1

- Медичний пункт - 1

- Шкільний музей - 1

Працює в школі колектив однодумців, творчих людей, який спрямовує систему навчально-виховного процесу на формування цілісної особистості, здатної до розвитку й самореалізації здібностей, інтересів, обдарувань, культури творчого мислення, наукового світогляду, моральної позиції.
Всього в школі - 33 педагога. Серед них:
вчителів вищої категорії - 8
вчителів першої категорії - 6
вчителів другої категорії - 3
спеціалістів - 16
старших вчителів - 6.